# Lia Uyá
Eulalia Uyá Vargas-Machuca (Sonseca, Toledo, 1937), más conocida por su nombre artístico Lia Uyá, es una cantante y actriz de teatro española. Fue representante de España en el Festival de la OTI en 1974 con la canción «Lapicero de madera», clasificándose en cuarta posición de diecinueve participantes con nueve puntos. Además de una carrera discográfica en los años setenta, también realizó programas musicales en Televisión Española como la comedia musical Cinco minutos nada menos junto a Concha Velasco y, entre otras obras de teatro, ha aparecido en El diluvio que viene (1977), La vida comienza cada mañana (1983) y Chicago (1999).